# سوسن شکری
سوسن شکری (زاده ۳۰ ژوئن ۱۹۵۵) یک هنرپیشه اهل عراق است. او در خانواده‌ای هنرمند بزرگ شد که پدرش شکری العقیدی بازیگر و کارگردان، عمویش فخری العقیدی، برادرش احمد شکری العقیدی بازیگر است. سوسن به خاطر بیماری مادرش و سپس ازدواجش نتوانست تحصیلات خود را به پایان برساند. او از سنین پایین و زمانی که پدرش را در فیلمبرداری همراهی می‌کرد وارد هنر شد. او در سریال دختر بیست ساله شناخته شد و نقش‌های زیادی در سینما، تئاتر و تلویزیون عراق ایفا کرد و پس از سال ۲۰۰۳ به سمت تجارت پرداخت. سوسن از عراق به سوریه و سپس ترکیه مهاجرت کرد.

### در تلویزیون
| سال تولید | نام سریال                               | شخصی            |
| --------- | --------------------------------------- | --------------- |
| ۲۰۱۷      | آلسرکال                                 |                 |
| ۲۰۱۲      | سلیمه پاشا                              | (مهمان افتخاری) |
| ۲۰۱۱      | گذشته آه گذشته                          |                 |
| ۲۰۰۸      | بله، ماه پنهان است                      |                 |
| ۲۰۰۸      | خانه سفالی c2                           | سلنا            |
| ۲۰۰۶      | خانواده ای در زمان جهانی شدن (قسمت دوم) |                 |
| ۲۰۰۵      | خانه سفالی ج ۱                          | سلنا            |
| ۲۰۰۵      | این عشقه                                |                 |
| ۲۰۰۲      | از اسمش خوشحالم                         |                 |
| ۲۰۰۲      | خیابان ۴۰                               |                 |
| ۲۰۰۰      | روزهای چالشی                            |                 |
| ۱۹۹۶      | گرگ‌های شب c 2                           |                 |
| ۱۹۹۶      | هیستری                                  |                 |
| ۲۰۰۵      | برج و مار                               |                 |
| ۱۹۹۵      | زن و مرد                                |                 |
| ۱۹۹۵      | سری به زبان عربی                        |                 |
| ۱۹۸۰      | زندگی ما                                |                 |
| ۱۹۷۹      | دختر بیست ساله                          |                 |
| ۱۹۷۶      | اعماق آرزو                              | (ایمان)         |
|           | نوه‌ها و چشم‌های شهر                      |                 |
|           | صفر به علاوه صفر منهای                  |                 |
|           | قصه‌های روزهای سخت                       |                 |
|           | واردا الغریب - بازیگر                   |                 |

### در تئاتر
| سال تولید | بازی            | شخصی   |
| --------- | --------------- | ------ |
| ۲۰۱۷      | خیانت           |        |
| ۲۰۰۵      | دنیای شانس      |        |
| ۱۹۹۶      | اوه سم          |        |
| ۱۹۹۴      | حومه شهر        |        |
| ۱۹۹۴      | واج             |        |
| ۱۹۹۳      | گره الاغ        | (دکتر) |
|           | اپرای کبوتر صلح |        |

### در سینما
| سال تولید | فیلم         | شخصی |
| --------- | ------------ | ---- |
| ۱۹۹۹      | طمع شیطانی   |      |
| ۱۹۹۱      | پرنده خورشید |      |
| ۱۹۷۹      | دیوارها      |      |
| ۱۹۷۸      | رودخانه      |      |
| ۱۹۷۸      | نرده‌ها       |      |